# Edifici Banca Catalana
L'Edifici Banca Catalana està situat a l'avinguda Diagonal cantonada amb la Gran Via de Carles III de Barcelona i està inclòs a l'Inventari del Patrimoni Arquitectònic de Catalunya.

## Història
Va ser projectat el 1979 pels arquitectes Enric Tous i Josep Maria Fargas com a seu del Banc Industrial de Catalunya, després Banca Catalana i Banco Bilbao Vizcaya Argentaria. El 2001 va ser adquirit pel Grupo Planeta.
El 2018 va ser adquirit pel fons voltor Blackstone, que el va reformar i el va rebatejar com a D Garden 662.

## Descripció
Consisteix en tres torres de plantes octogonales i orgàniques recobertes totalment de vegetació que penja de jardineres contínues. El més sorprenent d'aquest edifici és el disseny de l'enjardinament vertical, obra de Jordi Aguilà amb un complex sistema d'irrigació. Els tres mòduls s'uneixen en forma de triangle amb un edifici també octogonal més baix precedint l'entrada.
L'obra va tenir un gran impacte per la seva situació i per les dimensions del projecte entre els barcelonins i va trencar fortament amb l'arquitectura dominant d'aquell moment.